# Chirasthahalli, Harapanahalli
Chirasthahalli là một làng thuộc tehsil Harapanahalli, huyện Davanagere, bang Karnataka, Ấn Độ.